# Johanna
Johanna, eller Joanna, är ett kvinnonamn med hebreiskt  ursprung (Jochanna) som betyder 'Gud är nådig’. Johanne är den norska och danska motsvarigheten.
Namnet har använts i Sverige sedan 1300-talet, men kom dock med i almanackan först i mitten av 1700-talet. Det var mycket vanligt i bondesamhället på 1800-talet och hade en ny popularitetsperiod under 1980- och 1990-talet då det som högst var det fjärde vanligaste namnet bland nyfödda flickor. Det fanns 31 december 2008 totalt 70 380 kvinnor och 15 män i Sverige med förnamnet Johanna, varav 33 841 kvinnor och 2 män hade det som tilltalsnamn, det fanns även 11 personer med namnet som efternamn. År 2003 fick 1151 flickor namnet, varav 376 fick det som tilltalsnamn.
Namnsdag i Sverige: 21 juli (sedan 1755). I den finlandssvenska namnsdagslängden har Johanna namnsdag 21 juli sedan starten 1929, då en egen namnsdagskalender togs i bruk för finlandssvenskar. Från 2020 finns också parallellformen Joanna i den finlandssvenska namnsdagskalendern.

## Kortformer
- Hanna
- Ioana
- Jonna

## Varianter i andra språk[5]
- Giovanna (italienska)
- Johana (tjeckiska, slovenska, bulgariska)
- Jane, Janet, Jean (engelska)
- Joanna (polska)
- Jeanne (franska)
- Joan (engelska)
- Joana (portugisiska)
- Jovana (serbiska)
- Juana (spanska)
- Seonag (skotska)
- Siân (walesisk)
- Siobhán (iriska)
- Xoana (galiciska)
- Yana (bulgariska, ryska)
- Yoana (bulgariska)

## Personer med namnet Johanna/Joanna/Johanne
- Johanna, "påvinna"
- Johanna den vansinniga, drottning av Kastilien
- Johanna Elisabet av Holstein-Gottorp, rysk drottningmoder
- Johanna Asplund, basist i Sahara Hotnights
- Johanne Marie Fosie, dansk konstnär
- Johanna Frändén, journalist
- Johanna Grüssner, åländsk sångare
- Johanna Hald, filmregissör
- Johanna Hedén, barberare, barnmorska och fältskär
- Johanna Hermann Lundberg, rösten till svenska Fröken Ur
- Johanne Hildebrandt, journalist och författare
- Johanna Holmström, finlandssvensk författare
- Joanna Jędrzejczyk, polsk MMA-utövare
- Jóhanna Guðrún Jónsdóttir, isländsk sångerska
- Joanna Levesque, amerikansk pop- och R&B-sångare
- Johanna Lind, skönhetsdrottning
- Johanna Nilsson, författare
- Johanna Nordström, komiker och influerare
- Joanna Page, brittisk skådespelerska
- Johanne Schjørring, dansk författare
- Jóhanna Sigurðardóttir, isländsk statsminister
- Johanna Sjöberg, simmare
- Johanna Skottheim, skidskytt
- Johanna Spyri, schweizisk författare
- Johanna Strömberg (månglare), fiskmånglerska
- Johanna Sällström, skådespelare
- Jo Tenfjord (eg. Johanne Tenfjord), norsk författare
- Johanna Thydell, författare
- Johanna Torkildsdotter (Brahe), dansk adelsdam
- Johanna Westman, programledare och författare

## Fiktiva figurer med namnet Johanna/Joanna/Johanne
- Johanna Larsson, Bert-serien